# Sextorsion
Pour des articles plus généraux, voir Chantage et Cybercrime.
 (décembre 2021).

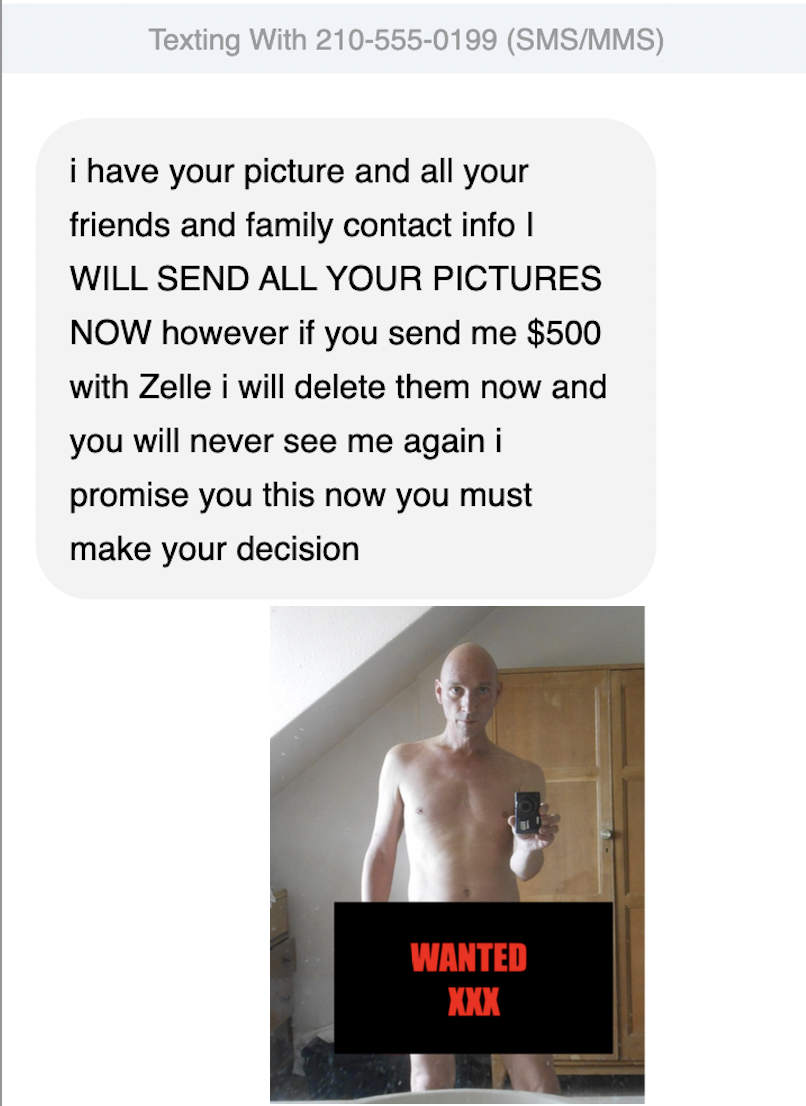
MMS (fictif) de sextorsion en anglais.

Le phénomène de sextorsion (mot-valise combinant « sexe » et « extorsion ») fait référence à une forme de chantage dans laquelle l'auteur menace la victime de publier des photos ou des vidéos la montrant nue ou en train d'accomplir des actes sexuels. Il s'agit plus particulièrement d'une forme de cybercriminalité qui consiste en l'extorsion via internet de faveurs sexuelles ou d'autres faveurs par exemple l'extorsion d'argent à la suite d'un chantage à la webcam.

## Techniques
Les cybercriminels se montrent très créatifs en matière d’extorsion. En effet, l’une des techniques utilisées consiste à convaincre la victime d’entamer un rapport sexuel à distance via webcam mais en enregistrant uniquement les actes posés par la victime. Ce phénomène  d'escroquerie en ligne concerne aussi bien des adolescents que des adultes.
En général, les extorqueurs communiquent avec les victimes par le biais de faux profils sur les réseaux sociaux sous couvert de bonnes intentions. La victime est contrainte d'avoir des relations sexuelles avec quelqu'un, en donnant plus d'images érotiques ou pornographiques, de l'argent ou une autre contrepartie, sous la menace de diffuser les images ou vidéos compromettantes originales si elle n'accepte pas les demandes de l'extorqueur.  Il est également couramment utilisé comme mesure de chantage pour faire sortir les personnes LGBT qui gardent leur véritable orientation sexuelle secrète. D’autres exemples dans le monde montrent que les femmes sont victimes de sextorsion pour accéder à des services de base, pour obtenir des documents officiels, un emploi ou une promotion.
Un certain nombre des extorqueurs se sont mis à utiliser une technologie appelée hypertrucage, une technique qui consiste à placer le visage d’une personne sur le corps d’une autre personne présente dans une vidéo.
Avec la massification des smartphones, ainsi que l'utilisation abusive d'Internet et des appareils photo - en particulier chez les mineurs et les personnes âgées peu familiarisées avec ces appareils -, ce problème s'est accru.

## Sanctions pénales en France
Un délit spécifique est reconnu en France et réprimé en France depuis août 2014 avec la création de l’article 222-33-2-2 du Code pénal qui punit le cyberharcèlement et l'article 312-1 relatif à l'extorsion (qui est le fait d'obtenir par violence, menace de violences ou contrainte soit une signature, un engagement ou une renonciation, soit la révélation d'un secret, soit la remise de fonds, de valeurs ou d'un bien quelconque).
La loi du 21 avril 2021 a introduit un nouveau délit (article 227-23-1 du Code pénal) qui punit de 7 ans de prison "le fait pour un majeur de solliciter auprès d'un mineur la diffusion ou la transmission d'images, vidéos ou représentations à caractère pornographique dudit mineur". La peine maximale encourue est portée à 10 ans lorsque la victime a moins de 15 ans. Cette protection législative est plus forte que la précédente car le délit est constitué même si le "consentement" de l'enfant est présumé et que l'agresseur a agi par séduction et manipulation plutôt que par menace ou contrainte.